# أندرو كونواي
أندرو كونواي (بالإنجليزية: Andrew Conway)‏ هو لاعب اتحاد الرغبي أيرلندي، ولد في 11 يوليو 1991 في دبلن في جمهورية أيرلندا.

## وصلات خارجية
- أندرو كونواي عل موقع إسبنسكروم (الإنجليزية)
- أندرو كونواي على موقع ItsRugby.co.uk (الإنجليزية)